# Rolf Brunner (Künstler)
Rolf Eduard Brunner (* 17. Juli 1930 in Zürich; † 27. Juli 2017 in Muttenz) war ein Schweizer Lithograf, Grafiker, Maler und Zeichner.

## Werk
Rolf Brunner absolvierte in Zürich von 1946 bis 1950 eine Lehre als Lithograf und besuchte von 1949 bis 1952 Mal- und Zeichenkurse an der Kunstgewerbeschule Zürich. Von 1952 bis 1955 arbeitete er als Grafiker und Lithograf in Genf. Ab 1956 war er als freischaffender Maler und Grafiker tätig.
Seine Werke stellte er in Einzel- und Gruppenausstellungen im In- und Ausland aus. 1992 erhielt er einen Anerkennungspreis für Bildende Kunst des Kantons Basel-Landschaft. Seine Werke sind in privaten wie öffentlichen Sammlungen vertreten.